# Dewey (hrabstwo Burnett)
Dewey – miasto w Stanach Zjednoczonych, w stanie Wisconsin, w hrabstwie Burnett.